# Pietracamela
Pietracamela ist eine italienische Gemeinde mit 207 Einwohnern und liegt in der Nähe von Fano Adriano und Tossicia in der italienischen Provinz Teramo. Die Gemeinde Pietracamela ist Mitglied der Vereinigung I borghi più belli d’Italia (Die schönsten Orte Italiens) Das Territorium der Gemeinde liegt innerhalb der Grenzen des Nationalparks Gran Sasso und Monti della Laga. Die Ortschaft ist Mitglied der Comunità Montana Gran Sasso.

## Geografie
Zu den Ortsteilen (Fraktionen) zählen Intermesoli und Prati di Tivo.
Die Nachbargemeinden sind: Fano Adriano, Isola del Gran Sasso d’Italia und L’Aquila.
Die Gemeinde liegt rund 30 km vom Hauptort der Provinz, der Stadt Teramo entfernt.
Die Gemeinde ist umgeben von vielen Bergen. Der größte unter ihnen ist der Gran Sasso d’Italia (2912 m), der nur rund 6 km entfernt liegt.

## Geschichte
Über die Geschichte der Gemeinde ist nicht viel bekannt. Die Gemeinde wurde in den letzten Jahrhunderten mehrfach von leichteren Erdbeben erschüttert. Es kamen in den meisten Fällen keine Menschen und Tiere zu Schäden. Beim letzten Erdbeben von 1950 wurden allerdings einige Häuser stark beschädigt.

## Wirtschaft
Die Wirtschaft der Gemeinde basiert vor allem auf dem Tourismus. Dank den vielen Bergen und Hügeln in der Umgebung eignet sich die Gegend zum Wandern. Aufgrund ihrer teilweise nur schwer zugänglichen Lage hat die Gemeinde nicht viele wirtschaftliche Kontakte mit den Nachbarorten.

## Persönlichkeiten
- Antonio Dionisi (1866–1931), Arzt, Bakteriologe, Hygieniker, Parasitologe und Hochschullehrer